# کاردامیلا
کاردامیلا (به لاتین: Kardamyla) یک منطقهٔ مسکونی در یونان است.